# Płonno (województwo zachodniopomorskie)
Płonno – wieś w Polsce położona w województwie zachodniopomorskim, w powiecie myśliborskim, w gminie Barlinek.
W latach 1975–1998 miejscowość administracyjnie należała do województwa gorzowskiego.

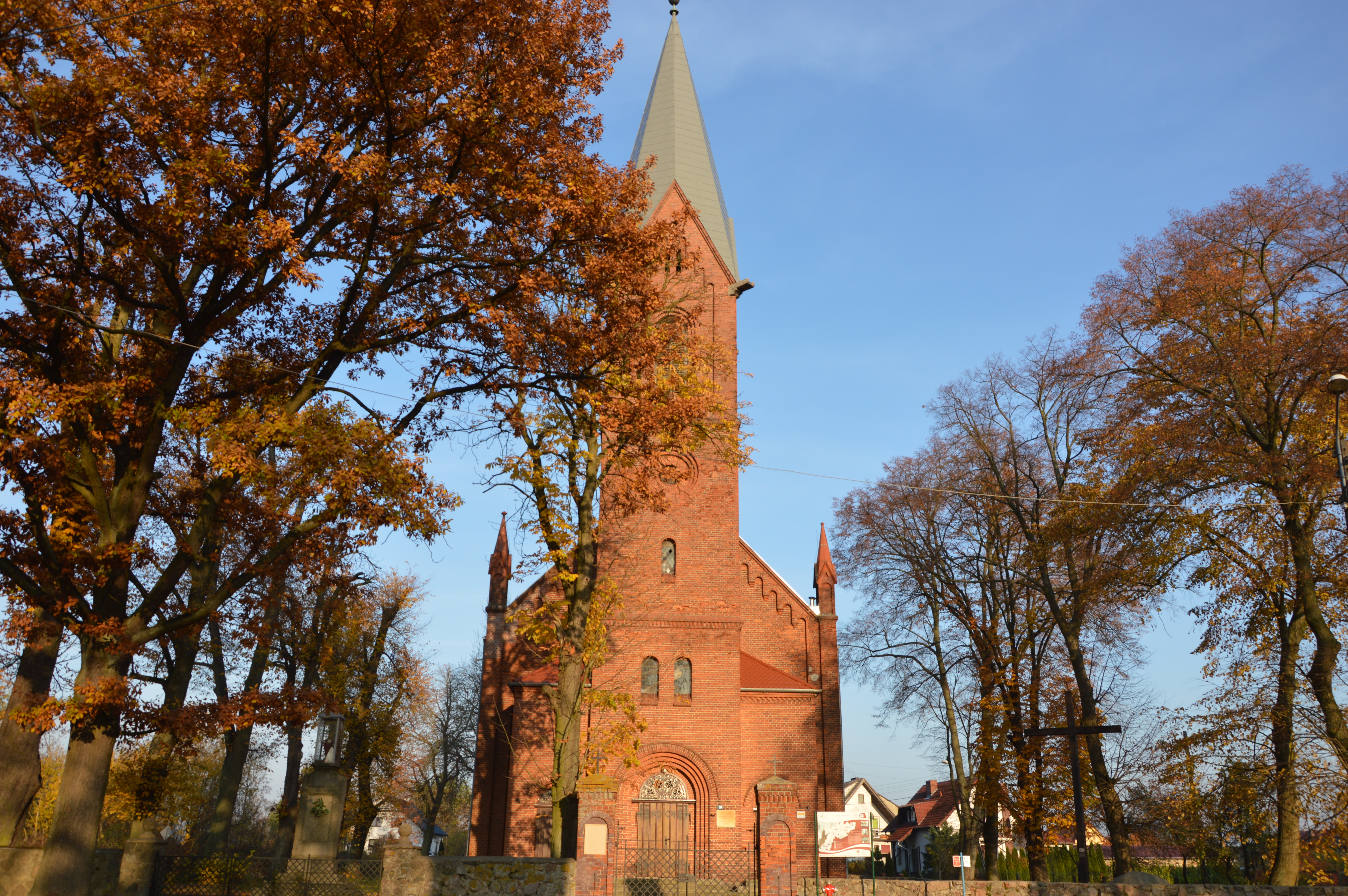
Kościół Podwyższenia Krzyża Świętego

We wsi znajduje się zabytkowy kościół Podwyższenia Krzyża Świętego z XIX w. 
W miejscowości funkcjonuje klub piłkarski KS „Grom” Płonno, który został założony w 1995 roku. W sezonie 2022/2023 gra w „B” klasie grupy zachodniopomorskiej IV.